# 密蔵寺 (久喜市)
密蔵寺（みつぞうじ）は、埼玉県久喜市にある真言宗豊山派の寺院。

## 歴史
白鳳11年、行基によって開山された。行基の東国巡錫の折、当地において自分が彫った薬師如来像を安置する堂宇を設けたのが当寺の起源である。その後、建長年間（1249年 - 1256年）、頼賢によって中興された。1420年（応永27年）にも性海によって中興されている。天正年間（1573年 - 1592年）の火災に遭ったことにより、現在地に移転した。
江戸時代に入ると、1648年（慶安元年）に江戸幕府第3代将軍徳川家光より寺領10石が与えられた。当時は13か寺の末寺を擁する大寺院であった。

## 文化財
- 密蔵寺の古文書（久喜市指定文化財 昭和38年8月10日指定）[3]

## 交通アクセス
- 東鷲宮駅より徒歩19分。